# Rita Kühne
Rita Kuhne (née le 5 janvier 1947 à Dresde) est une athlète allemande spécialiste du 400 mètres.
Licenciée au SC Dynamo de Berlin, elle remporte le titre national du relais 4 × 400 m de 1969 à 1973 et en 1975, et se classe deuxième du 400 m en 1968 et 1973. Aux Championnats d'Europe 1971 d'Helsinki, Rita Kuhne termine huitième du 400 m et première du relais 4 × 400 m.
Sélectionnée pour les Jeux olympiques d'été de 1972, à Munich, elle s'impose en finale du 4 × 400 m aux côtés de Dagmar Käsling, Helga Seidler et Monika Zehrt. L'équipe de la République démocratique allemande établit un nouveau record du monde de la discipline en 3 min 23 s 0 et devance finalement les États-Unis et la République fédérale d'Allemagne.

## Palmarès
| Date | Compétition           | Lieu     | Place | Discipline |
| ---- | --------------------- | -------- | ----- | ---------- |
| 1971 | Championnats d'Europe | Helsinki | 1re   | 4 × 400 m  |
| 1972 | Jeux olympiques       | Munich   | 1re   | 4 × 400 m  |